# Philodendron ichthyoderma
Philodendron ichthyoderma är en kallaväxtart som beskrevs av Thomas Bernard Croat och Michael Howard Grayum. Philodendron ichthyoderma ingår i släktet Philodendron och familjen kallaväxter. Inga underarter finns listade.